# 2022-es magyar vívóbajnokság
A 2022-es magyar vívóbajnokság a száztizenhetedik magyar bajnokság volt. A bajnokságot december 16. és 17. között rendezték meg Budapesten, a Gerevich Aladár Nemzeti Sportcsarnokban.

## Eredmények
| Versenyszám          | Arany                              | Arany | Ezüst                         | Ezüst | Bronz                                                  | Bronz |
| -------------------- | ---------------------------------- | ----- | ----------------------------- | ----- | ------------------------------------------------------ | ----- |
| Férfi tőrvívás       | Dósa Dániel Törekvés SE            |       | Tóth Gergely Törekvés SE      |       | Bagdány Albert Ludovika SEFrűhauf Benjámin Törekvés SE |       |
| Férfi párbajtőrvívás | Bányai Zsombor Vasas SC            |       | Keszthelyi Zsombor Bp. Honvéd |       | Nagy Dávid Vasas SCRédli András Bp. Honvéd             |       |
| Férfi kardvívás      | Gémesi Csanád MATE-Gödöllői EAC    |       | Szatmári András MTK           |       | Horváth Gergõ Bp. HonvédIliász Nikolász Debreceni SI   |       |
| Női tőrvívás         | Kondricz Kata Bp. Honvéd           |       | Pöltz Anna Ludovika SE        |       | Kollár Anna Törekvés SELupkovics Dóra Bp. Honvéd       |       |
| Női párbajtőrvívás   | Kun Anna OMS-Tata VSE              |       | Kálmán Gyöngyvér Bp. Honvéd   |       | Gnám Tamara Tatabányai SCTóth Jázmin Bp. Honvéd        |       |
| Női kardvívás        | Battai Sugár Katinka Debreceni EAC |       | Szűcs Luca BVSC               |       | Katona Renáta Vasas SCKeszei Kira Bp. Honvéd           |       |